# Stor korsnæb
Stor korsnæb (Loxia pytyopsittacus) er en 17-18 centimeter stor spurvefugl, der yngler i Nordeuropa. Med hjælp fra sit store næb med krydsende næbspidser har arten specialiseret sig i at åbne koglerne fra fyr for at få fat i frøene. I Danmark er den en meget sjælden ynglefugl og som regel en fåtallig trækgæst. I såkaldte invasionsår kan arten dog være almindelig.
Stor korsnæb ligner lille korsnæb og kendes bedst på sit større hoved og mere papegøjeagtige næb, der er ligeså højt som det er langt. Et godt kendetegn er visse af dens kaldestemmer, der er dybere end lille korsnæbs. Desuden er stor korsnæb mere tillidsfuld end lille korsnæb og kan derfor ofte betragtes på få meters afstand.
Føden består mest af frø fra fyr, men stor korsnæb kan dog også tage f.eks. granfrø. Fyrrekoglerne bides af og bearbejdes ofte på en gren i nærheden. Kun stor korsnæb kan åbne fyrrekoglerne, selvom de stadig er lukkede.
Arten kan i år med god frøsætning hos fyr leve i løse kolonier. Æggene lægges sidst på vinteren, hvilket på dens nordlige ynglepladser gerne er i marts eller april. Hunnen udruger dem på 14-16 dage. Ungerne forlader reden efter cirka 25 dage for dog stadig at blive fodret i flere uger herefter.